# Weretyszów
Weretyszów (742 m n.p.m.) – mało wybitny szczyt w Beskidzie Niskim. Biegnie przezeń granica państwowa polsko-słowacka.
Znajduje się w głównym grzbiecie wododziałowym Karpat Zachodnich, w jego odcinku leżącym pomiędzy Kanasiówką na wschodzie a Kamieniem nad Jaśliskami na zachodzie. Leży ok. 3,5 km na zach. od szczytu Kanasiówki.
Szczyt Weretyszowa stanowi jedynie nieznaczne wyniesienie generalnie niskiego w tym miejscu i zrównanego grzbietu. Jego stoki północno-wschodnie opadają łagodnie ku nieistniejącej już wsi Jasiel w dolinie źródłowego toku Jasiołki (zlewisko Morze Bałtyckie). Natomiast w kierunku południowym od szczytu odchodzi długi, szeroki, wielokrotnie się rozgałęziający grzbiet, schodzący w widły Laborca i jego dopływu Vydraňki nad Medzilaborcami (zlewisko Morza Czarnego). Do końca lat 70. XX w. szczyt wyróżniała wysoka, drewniana wieża triangulacyjna.
Kopuła szczytowa, wyciągnięta w kierunku z północnego zachodu na południowy wschód, jest od strony polskiej zalesiona. Stoki po stronie słowackiej pokrywają natomiast ciągi starych polan i łąk, porozdzielanych pasmami lasu i częściowo już zarastających. Polska część góry leży w granicach Jaśliskiego Parku Krajobrazowego i jednocześnie w granicach polskiego Rezerwatu przyrody Źródliska Jasiołki. Stoki słowackie znajdują się w granicach obszaru chronionego krajobrazu  Východné Karpaty.
Przez szczyt biegnie czerwono  znakowany, graniczny słowacki szlak turystyczny z Przełęczy Dukielskiej na Przełęcz Łupkowską.